# Köinge
Köinge est un village en Halland, Suède. Le village a une population de 219 habitants (2018). La première mention de Köinge date de 1330. La bataille d’Axtorna a eu lieu dans les environs en 1565. Göran Karlsson le fondateur de Gekås y a vécu.